# Torben Hoffmann
Treść tego artykułu może nie być zgodna z zasadami neutralnego punktu widzenia.
Dokładniejsze informacje o tym, co należy poprawić, być może znajdują się w dyskusji tego artykułu.
 Po wyeliminowaniu niedoskonałości należy usunąć szablon [[Szablon:Dopracować|]] z tego artykułu.
Torben Hoffmann (ur. 27 października 1974 w Kilonii) – niemiecki piłkarz grający na pozycji obrońcy.

## Kariera klubowa
Urodzony w zachodnioniemieckiej Kilonii, Torben Hoffmann rozpoczął karierę piłkarską jako junior w lokalnym, małym klubie Schwarz-Weiß z dzielnicy Elmschenhagen.
W wieku 20 lat rozpoczął regularne występy w największym z okolicznych zespołów, Holstein Kilonia. Z końcem sezonu 1994/1995 młodego zawodnika kupił klub z 2. Bundesligi - VfB Lübeck. Hoffmann nie miał problemów z przebiciem się do pierwszego składu zespołu zaplecza niemieckiej ekstraklasy i przez dwa kolejne sezony dla klubu z Lubeki rozegrał 54 spotkania i strzelił jedną bramkę.
Sezon 1997/1998 obrońca rozpoczął w dużym klubie, także grającym w drugiej lidze - SC Freiburg. Zmiana klubu okazała się udanym ruchem, bowiem Freiburg awansował do ekstraklasy. Pierwszy sezon w 1. Bundeslidze dla Hoffmanna był ostatnim w barwach Freiburga. Po piłkarza zgłosił się utytułowany zespół - Bayer 04 Leverkusen.
W barwach Aptekarzy piłkarz spędził lata 1999–2000, rozgrywając w czerwono-czarnej koszulce drużyny z Leverkusen 19 spotkań. Nic więc dziwnego, że niezadowolony z pozycji w sławnym klubie Hoffmann zimą 2001 roku zamienił klub na TSV 1860 Monachium. Szybko stał się podstawowym zawodnikiem zespołu Lwów. W drużynie z Monachium grał kolejne trzy sezony, rozgrywając 92 spotkania ligowe, w których raz trafił do siatki rywali. Wiosną 2004 jednak zespół TSV 1860 spadł do drugiej ligi. Z zespołem rozstał się także Hoffmann, który wybrał ofertę grającego na tym samym szczeblu Eintrachtu Frankfurt. Mimo udanego epizodu w koszulce z czerwonym orłem, sezon 2005/2006 obrońca rozpoczął ponownie w barwach TSV. Tym razem jego graczem był przez pięć lat.
W 2010 roku odszedł do trzecioligowego SpVgg Unterhaching, gdzie w 2011 roku zakończył karierę.

## Kariera reprezentacyjna
- Hoffmann zagrał dwa spotkania w kadrze Niemiec B.